# Mariam Koné
Pour les articles homonymes, voir Koné.
Mariam Koné Yoda est une handballeuse ivoirienne.

## Biographie

### Enfance et études
Mariam Koné  pratique le handball depuis l'école primaire où elle dispute des compétitions de l'OISSU (Office ivoirien des sports scolaires et universitaires). Détectée par Michel Baldino, elle rejoint en 1976-1977 le lycée des jeunes filles de Bouaké où elle évolue dans un système de sport-études. Elle sera par la suite diplômée de l'Institut National de la Jeunesse et des Sports à Abidjan.

### Carrière en club
Elle joue à l'ASC Abinader de Bouaké, puis à l'Africa Sports. 

### Carrière internationale
Avec la sélection nationale junior, elle dispute notamment le Championnat du monde junior 1983, où elle est la meilleure marqueuse ivoirienne avec 30 buts marqués.  Elle est vainqueur du Championnat d'Afrique des nations junior en 1980, 1982 et 1984.
Elle évolue ensuite en équipe de Côte d'Ivoire féminine de handball, remportant notamment le Championnat d'Afrique des nations en 1987 ainsi que les Jeux africains de 1987.

### Carrière dans l'administration sportive
Professeur d'éducation physique, elle a été cheffe de service des manifestations sportives à l'Office national des sports (ONS), puis conseiller technique du ministre des Sports Dagobert Banzio. Elle est ensuite nommée en 2012 directrice des sports de haut niveau au ministère des Sports et Loisirs par le ministre Philippe Légré. 
Le 5 mars 2013, elle est présidente du Comité de gestion du handball ivoirien.
De 2017 à septembre 2023, elle a été directrice générale de l'office national des sports.